# Domain of Death
Domain of Death è il terzo album in studio del gruppo musicale death metal Mortician, pubblicato nel 2001 dalla Relapse Records.

## Tracce
1. Brood of Evil – 2:34
2. Maimed and Mutilated – 0:46
3. Bonecrusher – 1:04
4. The Hatchet Murders – 1:52
5. Extinction of Mankind – 0:38
6. Domain of Death – 3:34
7. Cannibalized – 0:52
8. Pulsating Protoplasma – 2:44
9. Martin (The Vampire) – 1:48
10. Telepathic Terror – 4:01
11. Mutilation of the Human Race – 0:41
12. Wasteland of Death – 1:10
13. Dr. Gore – 2:15
14. Extra Uterine Pregnancy – 4:24
15. Tenebrae – 2:18
16. Devastation – 0:55
17. Necronomicon Exmortis – 5:02

## Formazione
- Will Rahmer - voce, basso
- Roger J. Beaujard - chitarra, drum machine